# Dondria

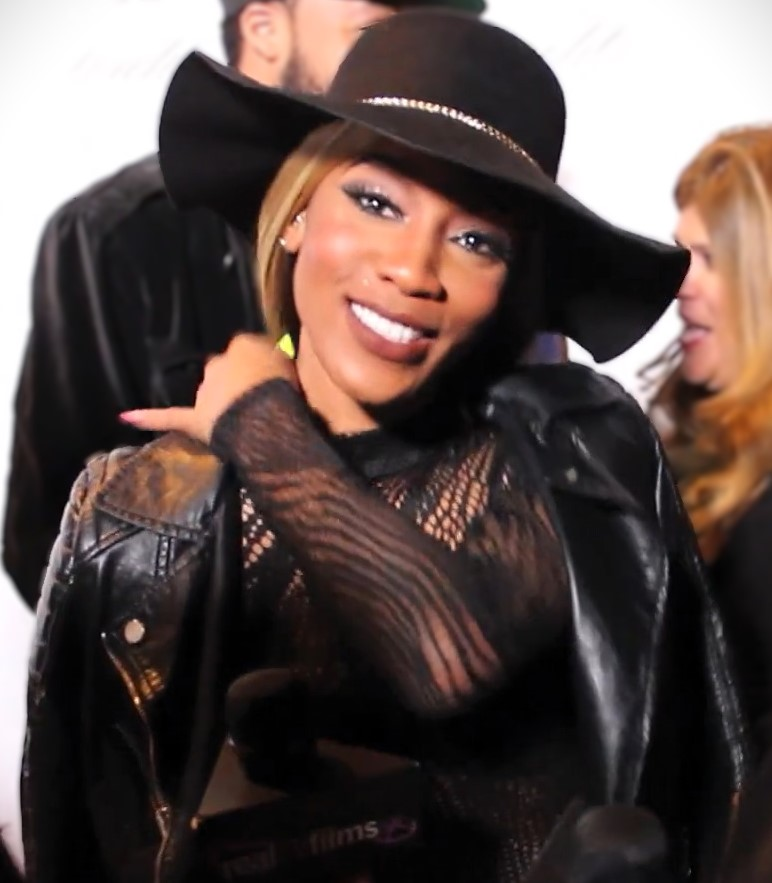
Dondria (2016)

Dondria Nicole Fields (* 6. Januar 1987 in Dover, Oklahoma), bekannt als Dondria, ist eine US-amerikanische R&B-Sängerin.

## Biografie
Dondria wuchs in Texas auf und sang in ihrer Kindheit im Kirchenchor. Später veröffentlichte sie bei YouTube unter dem Namen Phatfffat eigene Gesangsaufnahmen und wurde dort von Jermaine Dupri entdeckt. Er nahm sie bei seinem So-So-Def-Label unter Vertrag und produzierte mit ihr ihre erste Single Can't Stop, die 2008 erschien.
Danach dauerte es bis zum Sommer 2010, bis sie mit You're the One ihren ersten Hit in den R&B-Charts hatte: Sie erreichte Platz 14. Kurz darauf erschien ihr Debütalbum Dondria Vs. Phatfffat. Es stieg auf Platz 9 bei den R&B-Alben ein und verpasste knapp die Top 50 der offiziellen Albumcharts.

## Diskografie
Alben
- Dondria vs. Phatfffat (2010)

Lieder
- Can't Stop (2008)
- You're the One (2009)
- Shawty Wus Up (featuring Johnta Austin & Diamond, 2010)
- Where Did We Go Wrong (2010)